# Antonov An-26
Antonov An-26 (ukrajinsky a rusky: Антонов Ан-26; v kódu NATO: Curl-A[zdroj⁠?!]) je sovětský dvoumotorový turbovrtulový transportní letoun pro krátké a střední tratě. Konstrukčně vychází z typu Antonov An-24RT s důrazem na možnosti vojenského využití.

## Konstrukce

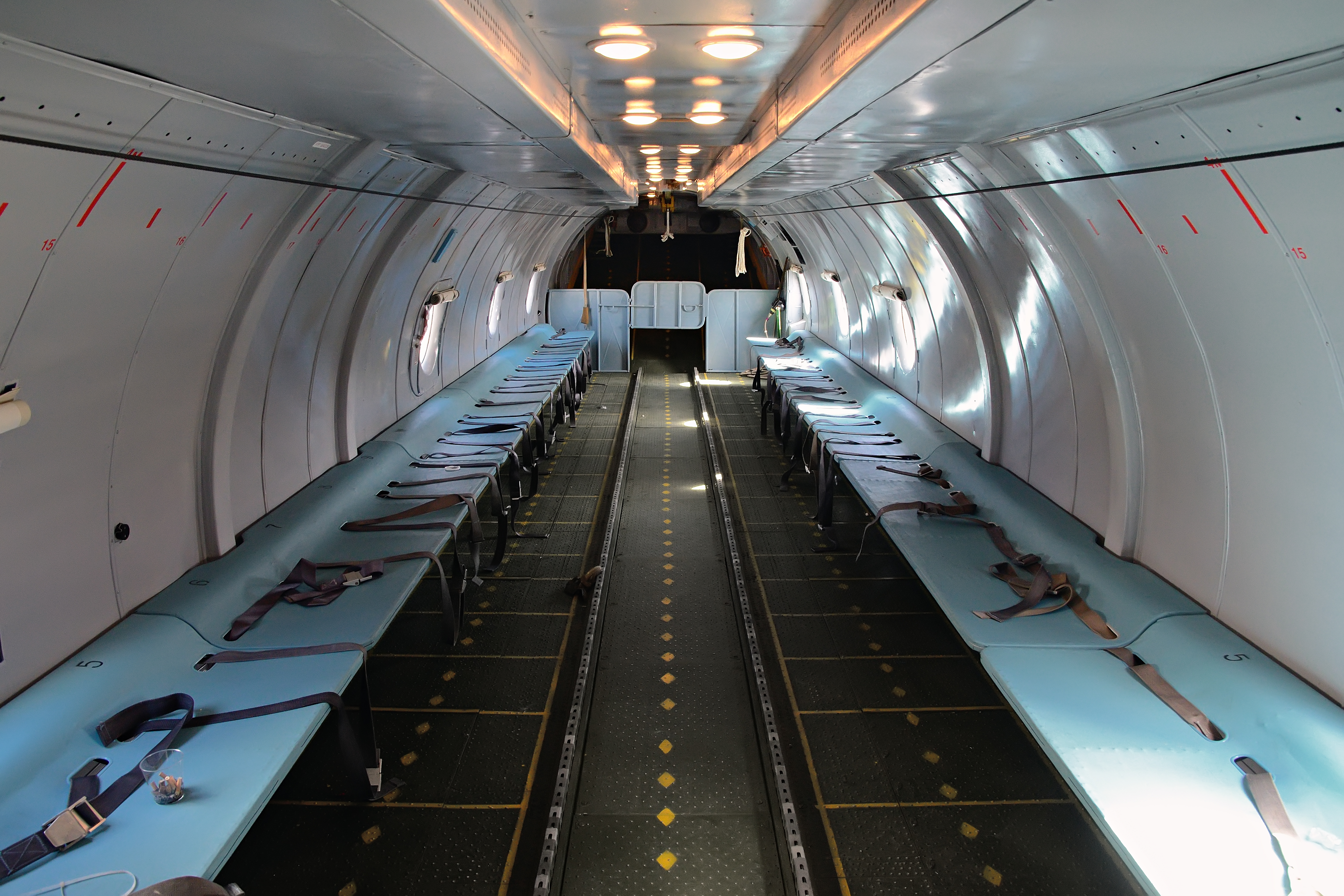
Nákladový prostor An-26

Oproti svému předchůdci má změněnou zadní část trupu s velkou nákladovou rampou. Pro jednodušší nakládání je letoun vybaven navijákem o únosnosti 2000 kg a na podlaze kolejovým přepravníkem.
Letoun je vybaven dvěma turbovrtulovými motory AI-24VT s maximálním výkonem 2 × 2074 kW se čtyřlistými vrtulemi AV-72T. Nákladový prostor o celkovém objemu 61,06 m³, s délkou 11,50 m, šířkou 2,78 m a výškou 1,91 m, umožňuje přepravovat vojenský materiál a lehkou kolovou techniku. Základními variantami zatížení letounu je 5500 kg nákladu nebo 39 vojáků s výstrojí nebo 30 výsadkářů nebo 3 standardizované palety o rozměrech 2,44 x 1,46 x 1,60 m. An-26 lze upravit i jako sanitní pro 24 ležících pacientů na An-24M. Omezený počet byl přestavěn na verzi An-26RTR (Curl-B) pro plnění elektronického průzkumu, zpravodajství a radioelektronického boje, která se vyznačovala množstvím antén s šípovitými listy nad i pod kabinou. Protipožární varianta nesla označení An-26P. Dva exempláře byly upraveny na An-26BRL sloužících k výzkumu ledových polí.
Elektronická výstroj letounu umožňuje plnění transportních a výsadkových úkolů, navigaci v prostoru činnosti, vzájemnou komunikaci a vzlet nebo přistání i za zhoršených podmínek. Letoun je vybaven meteorologickým radiolokátorem GROZA 26 nebo meteo/ navigačním radiolokátorem RDS-81 s dosahem až 400 km, pilotně navigačním a zaměřovacím kompletem a systémem vnitřního a vnějšího spojení. Letové navigační údaje zabezpečují navigační podsystémy – radiovýškoměr RV-4 nebo A-037, radiokompas ARK-11, INS GREBIEN-1 a UKV/VKV radionavigační zařízení blízké a daleké navigace RSBN-25/ RSDN. Komunikaci s pozemními a leteckými systémy řízení umožňují prostředky spojení – KV a dvě VKV radiostanice R-802V, R-832M a R-855UM. Pro činnost v oblastech s řízením letového provozu podle norem ICAO je letoun vybaven odpovídačem SRO-2. Ochranu před PLŘS s IČ navedením lze zabezpečit instalováním IČ systému rušení UV-16-75 UM, který obsahuje 16 pyropatron S-5P.
Čínská společnost Xian Aircraft Manufacturing Company vyrábí kopie An-26 pod označením Y-14 (označení se později změnilo zpět na Y-7).

## An-26 u českého letectva

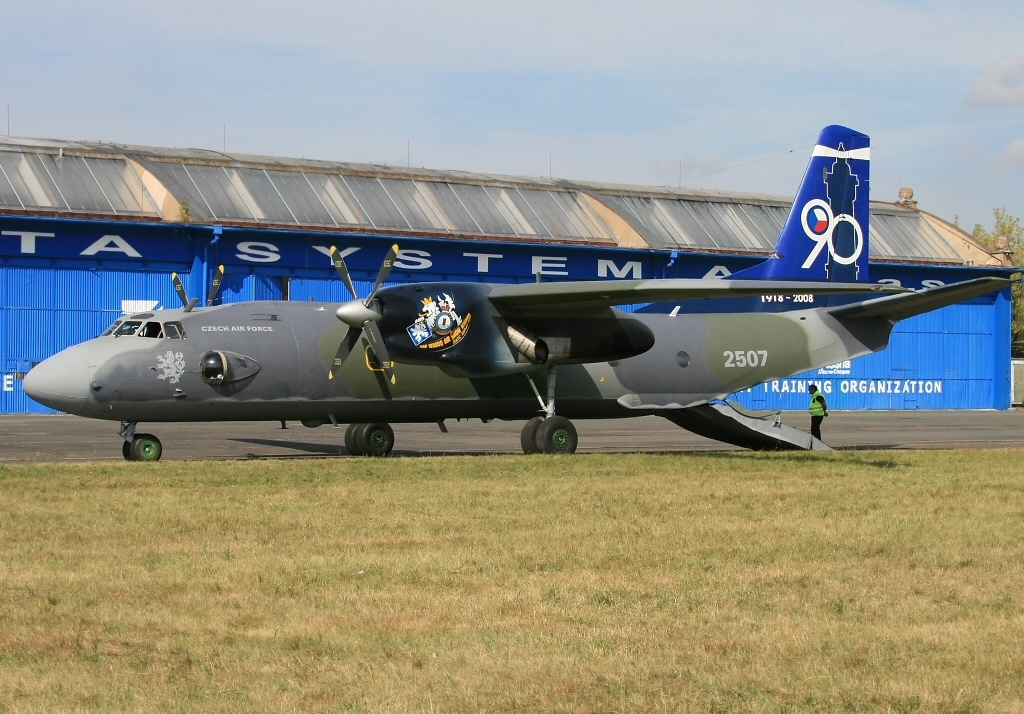
Antonov An-26 (2507)

Počátkem 80. let 20. století hledalo Československé letectvo náhradu za dosluhující transportní stroje Avia Av-14T. Volba padla na turbovrtulové An-26, které byly zakoupeny v počtu šesti kusů. První dva stroje evidenčních čísel 2408 a 2409 přilétly k 1. dopravnímu výsadkovému leteckému pluku v Ostravě-Mošnově ve dnech 21. a 22. října 1982. Další dva kusy (2506 a 2507) následovaly o měsíc později a dodávky uzavřela poslední dvojice (3208 a 3209) v listopadu 1983.
S rozpadem Československa byly dva letouny An-26 (2506 a 3208) předány slovenskému letectvu. České stroje byly následně dislokovány na základně v Pardubicích a poté v Praze-Kbelích. V červnu 1998 byl získán i poslední kus An-26 evidenčního čísla 4201. V létech 2004 a 2005 byl letoun 3209 v rámci generálních oprav přestavěn na dopravní verzi An-26B-100.
V dubnu 2009 byl nejprve vyřazen stroj 4201, následován v říjnu 2409 a v lednu 2010 byl ukončen provoz evidenčního čísla 3209. Poslední let 2408 byl proveden 21. dubna 2011.
28. dubna 2011 proběhlo na kbelském vojenském letišti poslední rozloučení s tímto letounem u českých vzdušných sil (2507). Mimo jiné letoun provedl poslední let (v doprovodu letadla CASA C-295M) (0452) a návštěvníci měli možnost prohlédnout si interiér letounu. V závěru se také promítal dokumentární film o tomto letadle.

## Specifikace

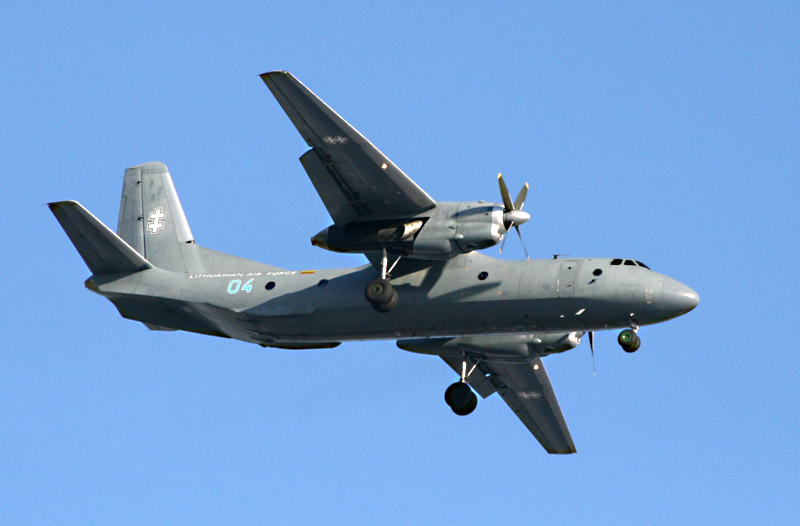
Litevský An-26 v roce 2007

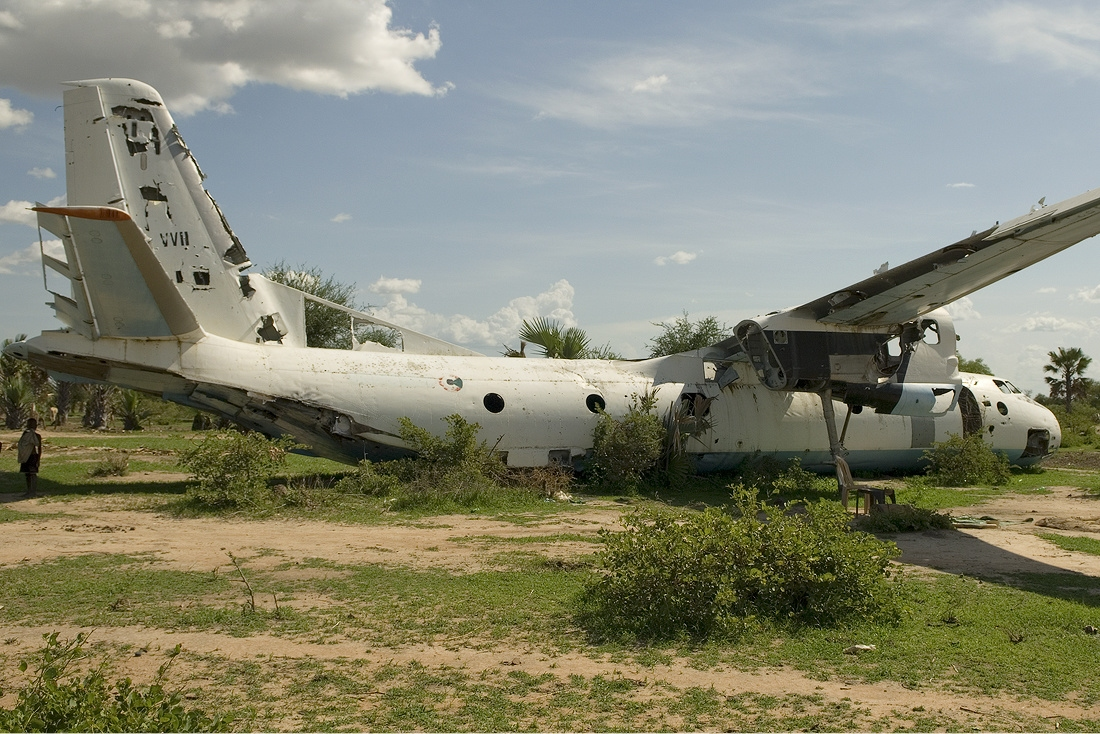
Antonov An-26-100 súdánského letectva, který nouzově přistál v roce 1997 u Gogrialu poté, co byl zasažen palbou.

Podle AČR

### Hlavní technické údaje
- Posádka: 5
- Kapacita: 40 cestujících
- Užitečný náklad: 6000 kg
- Délka: 23,80 m
- Rozpětí: 29,20 m
- Výška: 8,575 m
- Nosná plocha: 74,98 m²
- Prázdná hmotnost: 15 400 kg
- Max. vzletová hmotnost : 25 000 kg
- Normální vzletová hmotnost: 24 000 kg
- Pohonná jednotka: 2× turbovrtulový motor ZMDB Progress (Ivčenko) AI-24VT a 1× proudový motor Sojuz (Tumanskij) RU-19-300
- Výkon pohonné jednotky: 2× 2103 kW (2820 ehp) a 1× 7,85 kN

### Výkony
- Cestovní rychlost: 440 km/h
- Maximální rychlost: 540 km/h
- Dolet:
  - s max. nákladem 1100 km
  - s max. množstvím paliva 2550 km
- Dostup: 7500 m
- Max. stoupavost: 450 m/min